# Melanchroia cymodegma
Melanchroia cymodegma là một loài bướm đêm trong họ Geometridae.